# Øyvind Berg (backhoppare)
Øyvind Berg, född 10 mars 1971 i Løken i Høland i Akershus fylke, är en norsk tidigare backhoppare. Han representerade Høland Idrettslag.

## Karriär
Øyvind Berg startade i världscuptävlingen på hemmaplan i Holmenkollen (Holmenkollrennet) i Oslo 13 mars 1983 och slutade som nummer åtta. Landsmannen Steinar Bråten vann tävlingen.
Berg startade i junior-VM 1988 i Saalfelden i Österrike. Han vann en silvermedalj i lagtävlingen, efter guldvinnarna från Österrike och före Tjeckoslovakien. Under junior-VM 1989 vann han en bronsmedalj med det norska laget på hemmaplan i Vang. Österrike vann tävlingen före laget från Jugoslavien. 
Øyvind Berg fick sin första placering bland de tio bästa i en deltävling i världscupen i normalbacken i Lahtis i Finland 3 mars 1991. Tio dagar senare stod han på prispallen för första gången i en världscuptävling. Han blev nummer tre på hemmaplan i stora backen i Trondheim. Han var 18,0 poäng efter segrande Heinz Kuttin från Österrike och 0,6 poäng efter Mikael Martinsson från Sverige. Berg blev som bäst nummer 23 sammanlagt i världscupen, säsongen 1990/1991. I tysk-österrikiska backhopparveckan blev han som bäst nummer 33 sammanlagt, säsongen 1992/1993.
Berg tävlade i olympiska spelen 1992 i Albertville i Frankrike. Han deltog i de individuella tävlingarna och blev nummer 35 i normalbacken och nummer 34 i stora backen. Under OS 1994 på hemmaplan i Lillehammer, blev Berg nummer 52 i normalbacken och nummer 17 i stora backen. I lagtävlingen i stora Lysgårdsbakken blev Berg nummer fyra med norska laget. Tyskland vann före Japan och Österrike. Norge var 20,1 poäng från en bronsmedalj.
Øyvind Berg deltog i Skid-VM 1993 i Falun i Sverige. Där blev han nummer 22 i normalbacke. I lagtävlingen vann norska laget  (Bjørn Myrbakken, Helge Brendryen, Øyvind Berg och Espen Bredesen) guldet, före Tjeckien/Slovakien (som ställde upp med ett gemensamt lag) och Österrike.
Berg vann silvermedalj i norska mästerskapen 1993 (normalbacke), 1994 (stor backe) och 1995 (normalbacke). Han vann bronsmedalj 1992 (stor backe) och 1996 (lagtävling). Øyvind Berg avslutade backhoppskarriären 1996.

## Senare karriär
Efter avslutad backhoppningskarriär har Øyvind Berg varit verksam som expertkommentator, bland annat för Eurosport.